# Kenyaskriktrast
Kenyaskriktrast (Turdoides hindei) är en utrotningshotad fågel i familjen fnittertrastar inom ordningen tättingar. Fågeln är som namnet antyder endemisk för Kenya.

## Utseende och läten
Kenyaskriktrasten är en 23 cm lång, kraftig och trastliknande fågel som förekommer i både en ljus och en mörk form. Den ljusa formen är svartvitfläckig på huvud, hals och bröst med smutsvit buk och undergump. Den mörka formen har mer begränsad vit fjällning på huvud och bröst, rostfärgad undergump och vit buk. Adulta fåglar har orangeröda ögon, ungfåglar bruna eller mörkgrå. Alla andra skriktrastar inom dess utbredningsområde har orangegula eller vita ögon och saknar fjällning på bröst och huvud. Fågeln är ofta tyst i långa perioder och undgår därför lätt upptäckt. Ibland hörs dock tjattranden typiska för skriktrastar.

## Utbredning och status
Fågeln förekommer lokalt i buskskog vid bergsutlöpare i öst-centrala Kenya. IUCN kategoriserar arten som sårbar.

## Namn
Fågelns vetenskapliga artnamn hedrar Sidney Langford Hinde (1863-1931), brittisk officersläkare, naturforskare och samlare av specimen i Kongo 1891-1894 och Kenya 1895-1901.